# Justicia lorata
Justicia lorata är en akantusväxtart som beskrevs av Ensermu Kelbessa. Justicia lorata ingår i släktet Justicia och familjen akantusväxter. Inga underarter finns listade i Catalogue of Life.